# Trzy śmierci
Trzy śmierci (ros. Три смерти) – opowiadanie Lwa Tołstoja opublikowane po raz pierwszy w 1859 roku. 
W noweli autor opisuje śmierć arystokratki, ubogiego woźnicy oraz drzewa.